# Semi Radradra

a Compétitions nationales et continentales officielles uniquement.

b Matchs officiels uniquement.
Dernière mise à jour le 15 juin 2025.
Semi Radradra, né le 13 juin 1992 à Suva (Fidji), est un joueur fidjien et australien de rugby à XIII, à XV et à sept jouant aux postes d'ailier (rugby à XIII) et de centre (rugby à XV).
Il fait ses débuts en National Rugby League (« NRL ») avec les Eels de Parramatta lors de la saison 2013. Ses débuts sont remarqués au point d'être sélectionné en sélection fidjienne pour la Coupe du monde 2013 avec laquelle il dispute la demi-finale contre l'Australie. Il est désigné en 2014 et 2015 meilleur ailier de la NRL ajouté du titre de meilleur marqueur d'essais en 2015. Il rejoint ensuite la sélection australienne à partir de 2016 non sans créer d'émois aux îles Fidji.
En 2017, il arrête le rugby à XIII pour le XV et rejoint le Rugby club toulonnais en France.

## Biographie
Semi Radradra a débuté par une formation en rugby à XV dans laquelle il dispute notamment le Championnat du monde junior 2011 avec la sélection des Fidji puis pour l'équipe des Fidji de rugby à sept dans les World Rugby Sevens Series, mais change de code en 2012 en rejoignant le rugby à XIII et signant pour les Magpies de Wentworthville, une des équipes réserves des Eels de Parramatta en National Rugby League qui dispute la New South Wales Cup (antichambre de la National Rugby League).
Il effectue en NRL des débuts remarqués avec les Eels de Parramatta lors de la saison 2013 lui permettant de prendre part à la Coupe du monde 2013 avec la sélection fidjienne et une demi-finale disputée contre l'Australie.
Il devient la référence à son poste d'ailier en NRL puisqu'il remporte le titre de meilleur ailier de NRL en 2014 et 2015, et le titre de meilleur marqueur d'essais en 2015 avec vingt-quatre essais inscrits.
En 2016, il crée une polémique aux Fidji en décidant de prêter allégeance avec la sélection australienne et y dispute l'ANZAC Test contre la Nouvelle-Zélande. Cette décision marque sa volonté de vouloir jouer avec les meilleures équipes du monde et de devenir le meilleur joueur de rugby fidjien au monde. Il ne pourra toutefois jamais prendre part au State of Origin en raison du fait qu'il n'a jamais disputé de match de rugby à XIII en Australie avant l'âge de treize ans. Annoncé dans la sélection australienne pour disputer le Tournoi des Quatre Nations 2016, il est finalement écarté pour des raisons extra-sportives à l'instar d'Andrew Fifita, Radradra doit notamment répondre à des accusations de violences domestiques.
Ses performances en rugby à XIII attisent les convoitises des clubs de rugby à XV, notamment en France. Ainsi en 2017, le RC Toulon le recrute pour occuper le poste d'ailier, ce dernier ayant déjà recruté un autre ex-treiziste, l'Anglais Chris Ashton.
En juin 2018, il connait sa première sélection avec l'équipe des Fidji de rugby à XV.
Le 24 novembre au Stade de France il participe très activement à la victoire historique des Fidji sur le XV de France (21-14).
À l'issue de la saison 2019-2020, il est retenu dans l'équipe type de Premiership.
Le 16 octobre 2020 avec l'équipe de Bristol Bears il s'impose (32-18) face au RC Toulon en finale la Challenge Cup  au Stade Maurice David d'Aix en Provence.
Le 10 février 2023 il annonce officiellement son retour dans le Top 14 en signant à partir de la saison 2023-2024 dans le club du LOU pour une durée de 2 ans.

## Palmarès

### Distinctions personnelles
- Meilleur marqueur d'essai de la National Rugby League : 2015 (Eels de Parramatta).
- Élu meilleur ailier de la National Rugby League : 2014 et 2015 (Eels de Parramatta).*
- Membre de l'équipe type du Championnat d'Angleterre de rugby à XV en 2020 et 2021[6]

### En sélection

#### Coupe du monde de rugby à XIII
| Édition         | Rang        | Résultats pays | Résultats Radradra | Matchs Radradra |
| --------------- | ----------- | -------------- | ------------------ | --------------- |
| Angleterre 2013 | Demi-finale | 2 v, 0 n, 3 d  | 1 v, 0 n, 2 d      | 3/5             |

Légende : v = victoire ; n = match nul ; d = défaite.

#### Détails en sélections de rugby à XIII
| Matchs internationaux de Semi Radradra | Matchs internationaux de Semi Radradra | Matchs internationaux de Semi Radradra | Matchs internationaux de Semi Radradra | Matchs internationaux de Semi Radradra | Matchs internationaux de Semi Radradra | Matchs internationaux de Semi Radradra | Matchs internationaux de Semi Radradra | Matchs internationaux de Semi Radradra | Matchs internationaux de Semi Radradra | Matchs internationaux de Semi Radradra | Matchs internationaux de Semi Radradra |
|                                        | Date                                   | Adversaire                             | Résultat                               | Compétition                            | Poste                                  | Points                                 | Essais                                 | Pen.                                   | Drops                                  |                                        |                                        |
| -------------------------------------- | -------------------------------------- | -------------------------------------- | -------------------------------------- | -------------------------------------- | -------------------------------------- | -------------------------------------- | -------------------------------------- | -------------------------------------- | -------------------------------------- | -------------------------------------- | -------------------------------------- |
| sous les couleurs des Fidji            |                                        |                                        |                                        |                                        |                                        |                                        |                                        |                                        |                                        |                                        |                                        |
| 1.                                     | 9 novembre 2013                        | Angleterre                             | 12-34                                  | Coupe du monde                         | Ailier                                 | 4                                      | 1                                      | -                                      | -                                      |                                        |                                        |
| 2.                                     | 17 novembre 2013                       | Samoa                                  | 14-0                                   | Coupe du monde                         | Remplaçant                             | -                                      | -                                      | -                                      | -                                      |                                        |                                        |
| 3.                                     | 23 novembre 2013                       | Australie                              | 0-64                                   | Coupe du monde                         | Remplaçant                             | -                                      | -                                      | -                                      | -                                      |                                        |                                        |
| sous les couleurs de l'Australie       |                                        |                                        |                                        |                                        |                                        |                                        |                                        |                                        |                                        |                                        |                                        |
| 1.                                     | 6 mai 2016                             | Nouvelle-Zélande                       | 16-0                                   | ANZAC Test                             | Ailier                                 | -                                      | -                                      | -                                      | -                                      |                                        |                                        |

#### Détails en sélections de rugby à XV
| Matchs internationaux de Semi Radradra | Matchs internationaux de Semi Radradra | Matchs internationaux de Semi Radradra | Matchs internationaux de Semi Radradra | Matchs internationaux de Semi Radradra | Matchs internationaux de Semi Radradra | Matchs internationaux de Semi Radradra | Matchs internationaux de Semi Radradra | Matchs internationaux de Semi Radradra | Matchs internationaux de Semi Radradra | Matchs internationaux de Semi Radradra | Matchs internationaux de Semi Radradra |
|                                        | Date                                   | Adversaire                             | Résultat                               | Compétition                            | Poste                                  | Points                                 | Essais                                 | Pen.                                   | Drops                                  |                                        |                                        |
| -------------------------------------- | -------------------------------------- | -------------------------------------- | -------------------------------------- | -------------------------------------- | -------------------------------------- | -------------------------------------- | -------------------------------------- | -------------------------------------- | -------------------------------------- | -------------------------------------- | -------------------------------------- |
| sous les couleurs des Fidji            |                                        |                                        |                                        |                                        |                                        |                                        |                                        |                                        |                                        |                                        |                                        |
| 1.                                     | 16 juin 2018                           | Géorgie                                | 37-15                                  | Test-match                             | Centre                                 | 5                                      | 1                                      | -                                      | -                                      |                                        |                                        |
| 2.                                     | 10 novembre 2018                       | Écosse                                 | 17-54                                  | Test-match                             | Centre                                 | 5                                      | 1                                      | -                                      | -                                      |                                        |                                        |
| 3.                                     | 24 novembre 2018                       | France                                 | 21-14                                  | Test-match                             | Centre                                 | 5                                      | 1                                      | -                                      | -                                      |                                        |                                        |
| sous les couleurs des Barbarians       |                                        |                                        |                                        |                                        |                                        |                                        |                                        |                                        |                                        |                                        |                                        |
| 1.                                     | 27 mai 2018                            | Angleterre                             | 63-45                                  | Test-match                             | Centre                                 | 5                                      | 1                                      | -                                      | -                                      |                                        |                                        |

### En club
- Bristol Bears
  - Vainqueur du Challenge européen en 2020

#### Statistiques
| Saison    | Club                  | Compétition           | Matchs | Points | Essais | Goals | Drops |
| --------- | --------------------- | --------------------- | ------ | ------ | ------ | ----- | ----- |
| 2013      | Parramatta Eels       | National Rugby League | 7      | 20     | 5      | 0     | 0     |
| 2014      | Parramatta Eels       | National Rugby League | 24     | 76     | 19     | 0     | 0     |
| 2015      | Parramatta Eels       | National Rugby League | 18     | 96     | 24     | 0     | 0     |
| 2016      | Parramatta Eels       | National Rugby League | 19     | 50     | 12     | 1     | 0     |
| 2017      | Parramatta Eels       | National Rugby League | 26     | 88     | 22     | 0     | 0     |
| Total     | Total                 | Total                 | 94     | 330    | 82     | 1     | 0     |
| 2017-2018 | RC Toulon             | Top 14                | 17     | 15     | 3      | 0     | 0     |
| 2017-2018 | RC Toulon             | Coupe d'Europe        | 6      | 5      | 1      | 0     | 0     |
| 2018-2019 | Union Bordeaux Bègles | Top 14                | 6      | 5      | 1      | 0     | 0     |
| 2018-2019 | Union Bordeaux Bègles | Challenge européen    | 1      | 0      | 0      | 0     | 0     |